# ケープタウン (1975年の映画)
ケープタウン（原題：The Wilby Conspiracy）は、1975年に公開されたイギリスのスリラーアドベンチャー映画。監督ラルフ・ネルソン。出演マイケル・ケイン、シドニー・ポワチエ、ニコール・ウィリアムソン。撮影はケニアで行われた。脚本は1972年のペーター・ドリスコルの小説に基づいてロッド・アマト―によって書かれた。アメリカでは限定公開された。当時オランダ映画に出演していたルトガー・ハウアーの英語圏作品デビュー作としても知られる。

## キャスト
| 役名             | 俳優                     | 日本語吹替                                                 |
| 役名             | 俳優                     | TBS版                                                      |
| ---------------- | ------------------------ | ---------------------------------------------------------- |
| シャック・トワラ | シドニー・ポワチエ       | 田中信夫                                                   |
| ジム・キーオ     | マイケル・ケイン         | 羽佐間道夫                                                 |
| ホーン少佐       | ニコール・ウィリアムソン | 阪脩                                                       |
| リナ             | プラネラ・ギー           | 渡辺知子                                                   |
| ムケルジー       | サイード・ジャフリー     | 神山卓三                                                   |
| ペシルス         | パーシス・カンバッタ     | 高畑淳子                                                   |
| ウィルビー       | ジョン・デ・グラフト     | 藤本譲                                                     |
| ブレイン         | ルトガー・ハウアー       |                                                            |
| 不明 その他      |                          | 池田勝 杉田俊也 緒方敏也 宮下勝 小野丈夫 目黒むつこ 林一子 |
|                  |                          |                                                            |
| 演出             | 演出                     | 小林守夫                                                   |
| 翻訳             | 翻訳                     | 進藤光太                                                   |
| 効果             | 効果                     | 芦田公雄                                                   |
| 調整             | 調整                     | 横路正信                                                   |
| 制作             | 制作                     | 東北新社                                                   |
| 解説             | 解説                     | 荻昌弘                                                     |
| 初回放送         | 初回放送                 | 1978年12月4日 『月曜ロードショー』                         |